# AFC–OFC Challenge Cup
Cúp bóng đá AFC-OFC (tiếng Anh: AFC-OFC Challenge Cup) là một giải đấu bóng đá diễn ra hai năm một lần, thay thế cho Cúp quốc gia Á-Phi đã chấm dứt. Giải này chỉ có một trận đấu duy nhất, giữa đội vô địch Cúp bóng đá châu Đại Dương với đội vô địch Cúp bóng đá châu Á xen kẽ với đội giành huy chương vàng môn bóng đá nam tại Đại hội thể thao châu Á. Cúp bóng đá AFC-OFC diễn ra hai lần, nhưng nó không được tổ chức thêm lần nào kể từ năm 2003.

## Các đội tham dự

### 2001
- Nhật Bản – đội vô địch Cúp bóng đá châu Á 2000 tại Liban.
- Úc – nhà vô địch Cúp bóng đá châu Đại Dương 2000 tại Tahiti.

### 2003
- Iran – huy chương vàng môn bóng đá nam tại Đại hội Thể thao châu Á 2002 ở Busan.
- New Zealand – nhà vô địch Cúp bóng đá châu Đại Dương 2002 tại chính New Zealand.

## Kết quả
| Nhật Bản                                            | 3–0 | Úc |
| --------------------------------------------------- | --- | -- |
| Yanagisawa 19' · Hattori 53' · Nakayama 65' (ph.đ.) |     |    |

Trận đấu ban đầu sẽ diễn ra theo hai lượt đi và về: lượt đi diễn ra ở Auckland ngày 28 tháng 3 và lượt về ở Tehran ngày 4 tháng 4 nhưng đã bị hoãn do chiến tranh Iraq.
| Iran                        | 3–0 | New Zealand |
| --------------------------- | --- | ----------- |
| Karimi 24' (37) · Kaebi 67' |     |             |